# Escuela Técnica N°1: Manuel Belgrano
La Escuela de Educación Técnica N.º 1 «Manuel Belgrano» es una escuela pública de educación técnica ubicada en la calle Nicaragua 3516 del barrio de Santos Lugares, partido de Tres de Febrero, provincia homónima, Argentina. Fundada en 1981, ofrece las especialidades de Maestro mayor de obras, Informática y Programación. 

## Historia

### Inicios (1936-1980)
Los orígenes se remontan a 1936 con la «Escuela Profesional de Artes y Oficios» de Sáenz Peña. En 1978 comenzó a funcionar como institución media técnica-agraria dentro del Plan Polivalente.

### 1981-2007: traslado y nuevas tecnicaturas
La modalidad Construcciones se inauguró en 1981, compartiendo sede con la Escuela Primaria N.º 19 «Antártida Argentina». La piedra fundamental del actual predio (Nicaragua y Anchordoqui) se colocó en 1988.  
Entre 1990 y 1996 se aplicó el Plan Dual; luego se adoptó la especialidad «Bienes y servicios» e ingresó la orientación Informática (1997).

### 2008-2019: crecimiento, programación y pasantías
La comunidad se mudó por completo al nuevo edificio en 2008. En 2012 se sumó la carrera de «Técnico en Programación». Entre 2016 y 2017 sufrió la ola de amenazas de bomba que afectó al Gran Buenos Aires.  
En 2019, bajo el marco del programa provincial de Robótica educativa, sus estudiantes de 7.º año dictaron talleres en escuelas primarias del conurbano.

### 2020-actualidad: obras y modernización
En 2020, al amparo de la Ley de Educación Técnico-Profesional, la institución consolidó tres especialidades troncales y amplió sus prácticas profesionalizantes.  
Durante 2021 se habilitó un tercer edificio (esquina Nicaragua y La Rioja) con más de diez aulas.

### Redes y cooperación (2022-presente)
Desde 2022 la escuela mantiene como referente pedagógico la Red de Escuelas Técnicas Roberto Rocca, impulsada por el Grupo Techint. Dicha red cuenta con sedes en Campana (inaugurada en 2013), Pesquería —Nuevo León, México— (2016) y Santa Cruz —Estado de Río de Janeiro, Brasil— cuya apertura se prevé para noviembre de 2025.  
En este marco, estudiantes de 6.º y 7.º año de la EEST N.º 1 participan de proyectos de ABP enfocados en robótica industrial, tomando como referencia la reforma arquitectónica y pedagógica aplicada en 2022 en la Escuela Técnica Roberto Rocca de Campana.  
La sede de Campana fue seleccionada entre las 50 finalistas de los «World’s Best School Prize 2023», destacándose entre las diez más innovadoras.  
Las actividades de cooperación incluyen visitas técnicas, cesión de equipamiento —como la pick-up donada en 2025 por Ford Argentina a la escuela de Campana— y la organización de hackathones conjuntos.  
Además, la EEST N.º 1 integra redes académicas con instituciones técnicas emblemáticas, como la Escuela Técnica Raggio de la Ciudad de Buenos Aires, la ETSAM de Madrid y la ETSICCP de Santander, fortaleciendo su proyección internacional.